# Денгоф, Ежи Альбрехт
Ежи Альбрехт Денгоф (1640—1702) — религиозный и государственный деятель Речи Посполитой, кустош познанский (1671), аббат витовский (1678), каноник краковский (1679), аббат корчинский, епископ каменецкий (1685—1687), канцлер королевы (1687), епископ пшемысльский (1689—1701), канцлер великий коронный (1689—1702), епископ краковский (1701—1702).

## Биография
Представитель знатного польского дворянского рода Денгофов герба «Вепрь». Второй сын старосты быдгощского Зигмунда Денгофа (? — 1655) и Анны Терезы Оссолинской (? — 1651).
В 1685 году Ежи Альбрехт Денгоф был назначен епископом каменецким. В 1687 году стал личным канцлером польской королевы Марии Казимиры, жены короля Речи Посполитой Яна III Собеского. В 1688 году Ежи Альбрехт Денгоф был назначен канцлером великим коронным. В 1689 году получил сан епископа пшемысльского. Первоначально был сторонником Марии Казимиры, затем перешел на сторону профранцузской партии при дворе.
После смерти польского короля Яна Собеского Ежи Альбрехт Денгоф в 1697 году на элекционном сейме поддержал кандидатуру французского принца Франсуа Луи де Конти-Бурбона. Отправил письмо к французскому королю Людовику XIV Великому, сообщая об избрания на польский королевский престол принца де Конти. В дальнейшем перешел на сторону саксонского курфюрста Августа Сильного и поддержал его избрание на польский трон. В 1701 году король Речи Посполитой Август Сильный назначил Ежи Альбрехта Денгофа епископом краковским.
Был похоронен в семейной усыпальнице в Ченстохово.